# Geograpsus grayi
Geograpsus grayi is een krabbensoort uit de familie van de Grapsidae. De wetenschappelijke naam van de soort werd in 1853 voor het eerst geldig gepubliceerd door Henri Milne-Edwards.